# Ozimek (rodzaj)
Ozimek – rodzaj archozauromorfa żyjącego w późnym triasie na terenach dzisiejszej Europy. 
Nazwa rodzajowa Ozimek została nadana ze względu na miejsce odkrycia – Krasiejów w gminie Ozimek.
Ozimek cechował się bardzo smukłymi i wydłużonymi kośćmi kończyn oraz kręgami. Charakteryzowały się one cienkimi ściankami i dużymi jamami szpikowymi. Szczególnie wydłużone były tylne kończyny – stosunek ich długości do długości tułowia wynosił 1,2. Podobnymi proporcjami cechował się także szarowipteryks, który miał jednak stosunkowo jeszcze dłuższe kończyny tylne, pomiędzy którymi prawdopodobnie rozpięta była błona, umożliwiająca zwierzęciu szybowanie. Podobieństwo i sugerowane bliskie pokrewieństwo pomiędzy ozimkiem a szawiropteryksem wskazuje, że ten pierwszy przypuszczalnie również miał błonę lotną. Nie był jednak zdolny do lotu aktywnego, mógł co najwyżej szybować.

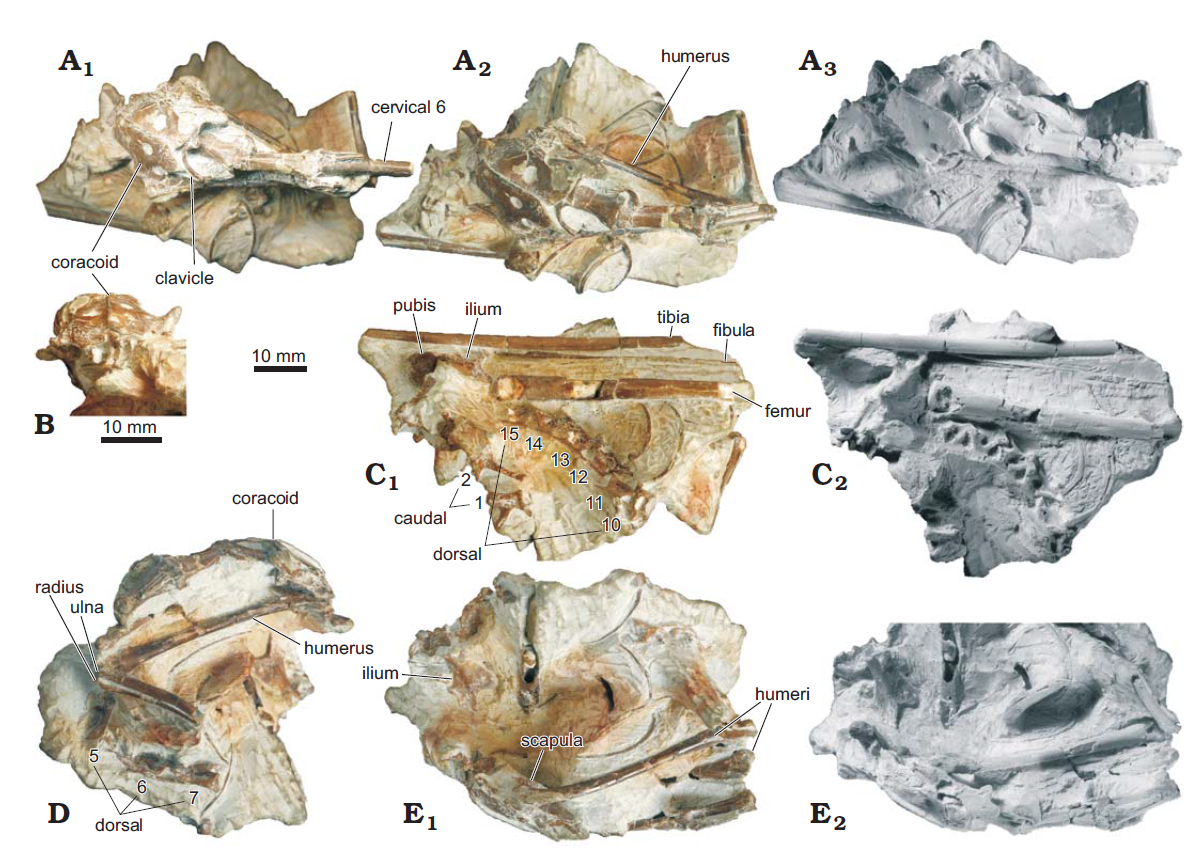
Holotyp Ozimek volans

Ozimek jest znany ze skamieniałości kilku osobników. Okaz holotypowy (ZPAL AbIII/2512) obejmuje kręgi, kości obręczy barkowej i miednicznej oraz kończyn. Wszystkie te szczątki odkryto między rokiem 2001 a 2013 w górnotriasowych osadach w Krasiejowie, datowanych na karnik lub noryk. Wydłużenie, cienkie ścianki i duże jamy szpikowe kości sprawiły, że kręg szyjny ozimka został wstępnie rozpoznany jako kręg ogonowy pterozaura lub kręg szyjny tanystrofa. W 2016 roku Jerzy Dzik i Tomasz Sulej opisali takson w randze rodzaju pod nazwą Ozimek i zaklasyfikowali go do rodziny Sharovipterygidae. W czasie publikacji odkrycia był uznany za największe triasowe zwierzę zdolne do szybowania.
Z analizy filogenetycznej przeprowadzonej przez Pritcharda i Suesa (2019) wynika przynależność Ozimek do rodziny Tanystropheidae, w obrębie której był najbliżej spokrewniony z rodzajami Langobardisaurus i Tanytrachelos.  W przeprowadzonej przez tych autorów analizie filogenetycznej nie został uwzględniony szarowipteryks; autorzy nie wykluczają bliskiego pokrewieństwa Ozimek z szarowipteryksem i przynależności obu tych taksonów do rodziny Tanystropheidae.
Nazwa gatunku typowego rodzaju, O. volans, pochodzi od łacińskiego słowa volans, oznaczającego „latający”, co odnosi się do prawdopodobnej zdolności zwierzęcia do szybowania. Bywa spolszczana jako ozimek latający.